# Крмпотич, Дэвид
Дэвид Мэттью Крмпотич (англ. David Matthew Krmpotich; род. 20 апреля 1955, Дулут, Миннесота) — американский гребец, выступавший за сборную США по академической гребле в период 1981—1991 годов. Серебряный призёр летних Олимпийских игр в Сеуле, обладатель бронзовой медали чемпионата мира, чемпион Игр доброй воли, серебряный призёр Панамериканских игр, победитель и призёр многих регат национального значения.

## Биография
Дэвид Крмпотич родился 20 апреля 1955 года в городе Дулут, штат Миннесота.
Заниматься академической греблей начал во время учёбы в Висконсинском университете в Мадисоне, в 1979 году присоединился к атлетическому клубу Пенн в Филадельфии, где проходил подготовку под руководством именитого наставника Теда Нэша — в том же сезоне в качестве запасного гребца побывал на Панамериканских играх в Сан-Хуане.
Дебютировал в гребле на взрослом международном уровне в сезоне 1981 года, когда вошёл в основной состав американской национальной сборной и выступил на чемпионате мира в Мюнхене — в зачёте распашных безрульных двоек сумел квалифицироваться лишь в утешительный финал B и расположился в итоговом протоколе соревнований на 11 строке.
В 1982 году в рулевых двойках финишировал шестым на мировом первенстве в Люцерне.
На чемпионате мира 1983 года в Дуйсбурге в той же дисциплине занял итоговое 12 место.
В 1986 году побывал на мировом первенстве в Ноттингеме, откуда привёз награду бронзового достоинства, выигранную в восьмёрках — в финале пропустил вперёд только команды из Австралии и СССР. Кроме того, в этом сезоне в восьмёрках одержал победу на Играх доброй воли в Москве.
Благодаря череде удачных выступлений удостоился права защищать честь страны на летних Олимпийских играх 1988 года в Сеуле. В составе экипажа-четвёрки без рулевого в финале пришёл к финишу вторым позади команды из Восточной Германии — тем самым завоевал серебряную олимпийскую награду.
После сеульской Олимпиады Крмпотич остался в составе гребной команды США на ещё один олимпийский цикл и продолжил принимать участие в крупнейших международных регатах. Так, в 1991 году в рулевых четвёрках он выиграл серебряную медаль на Панамериканских играх в Гаване.
Впоследствии стал президентом клуба Penn AC и занимал эту должность в течение 20 лет. Проявил себя как тренер по академической гребле.